# Syscia latepunctata
Syscia latepunctata (лат.) — вид муравьёв рода Syscia из подсемейства Dorylinae (Formicidae).

## Распространение
Встречается в Центральной Америке: Коста-Рика.

## Описание

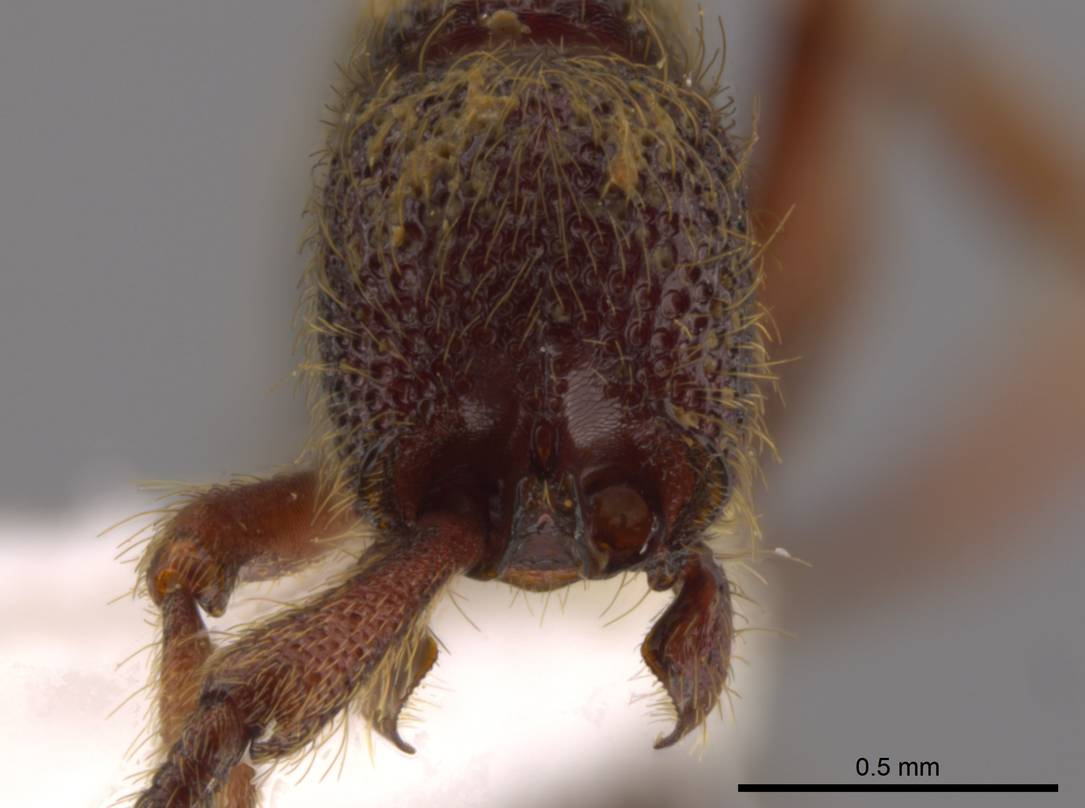
Голова рабочего Syscia latepunctata

Мелкие муравьи красно-коричневого цвета (длина около 3 мм). Ширина головы рабочих 0,69 мм, длина головы 0,83 мм. Отличаются следующими признаками: точки-пунктуры на абдоминальном сегменте AIII большие, сливающийся друг с другом; точки на AIV крупные, близко расположенные, покрывают весь тергит; субпетиолярный отросток мелкий с острым загнутым передним зубцом и меньшим задним зубцом; абдоминальный сегмент AIII сверху сверху трапециевидный с выпуклыми боками; AIV сверху с выпуклыми сторонами, передний край не усеченный; у AIII и AIV дорсальный профиль выпуклый; отстоящие волоски длинные. Стебелёк двухчлениковый, но явные перетяжки между следующими абдоминальными сегментами отсутствуют. Проното-мезоплевральный шов развит. Оцеллии отсутствуют, сложные глаза редуцированные. Нижнечелюстные щупики рабочих 2-члениковые, нижнегубные щупики состоят из 2 сегментов. Средние и задние голени с одной гребенчатой шпорой. Обнаружены в подстилочном лесном слое. Вид был впервые описан в 2021 году американским мирмекологом Джоном Лонгино и немецким энтомологом Майклом Бранстеттером.